# Barca d’Alva
Barca d’Alva ist ein Ort, der zur Freguesia Escalhão im Concelho von Figueira de Castelo Rodrigo gehört. Er liegt im Norden des Distrikts von Guarda, im Parque Natural do Douro Internacional am Südufer des Flusses  Douro. Der hier in den Douro mündende Rio Águeda bildet die Grenze zu Spanien. Der Douro ist bis hier schiffbar, es gibt eine Anlegestelle für Flusskreuzfahrtschiffe. Eine Straßenbrücke, die Ponte Almirante Sarmento Rodrigues, führt hier über den Douro. Die Eisenbahnbrücke über den Rio Águeda nach Spanien ist stillgelegt.

## Geschichte
Im Jahr 1887 wurde in Barca d’Alva die Eisenbahnstrecke Linha do Douro fertiggestellt, die auf der Brücke über den Rio Águeda eine Gesamtlänge von 200 km erreichte. Damals verband diese Eisenbahnlinie die Stadt Porto über Barca d’Alva mit dem spanischen Salamanca. Die Grenzstation von Barca d’Alva hatte eine große Bedeutung für den Durchgangsverkehr. Im Jahr 1985 wurde die Teilstrecke Bahnstrecke Barca d’Alva–La Fuente de San Esteban geschlossen. Barca d’Alva verlor seine internationale Anbindung durch die Eisenbahn.
Heute ist das Bahnhofsgebäude verlassen. Seit einiger Zeit gibt es Bestrebungen einen Fahrradwanderweg aus der alten Strecke von Pocinho nach Barca d’Alva zur Verfügung zu stellen. Das Projekt trägt den Namen Ecovia, wobei Brisa der Hauptpartner ist.

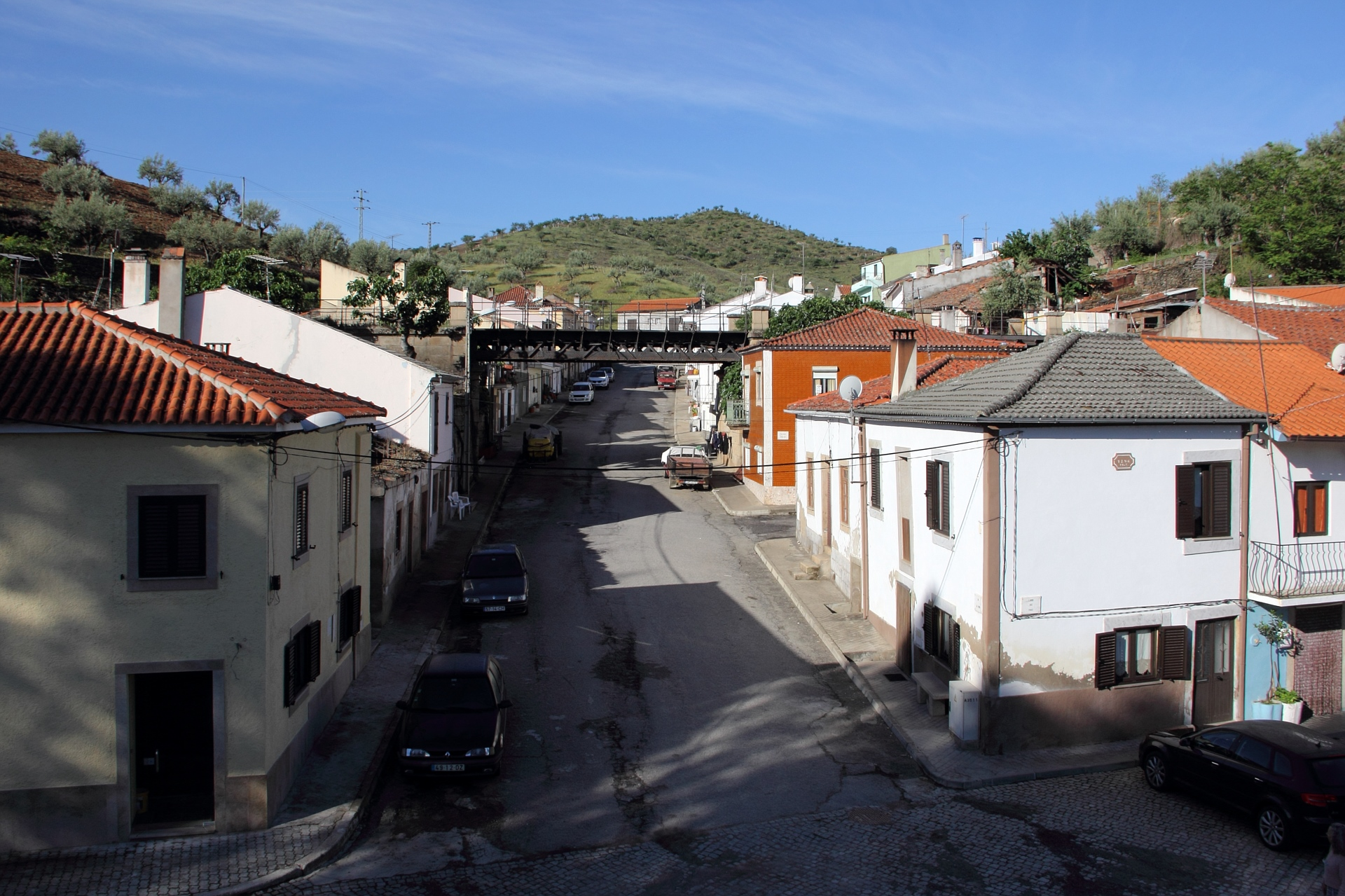
Barca d’Alva
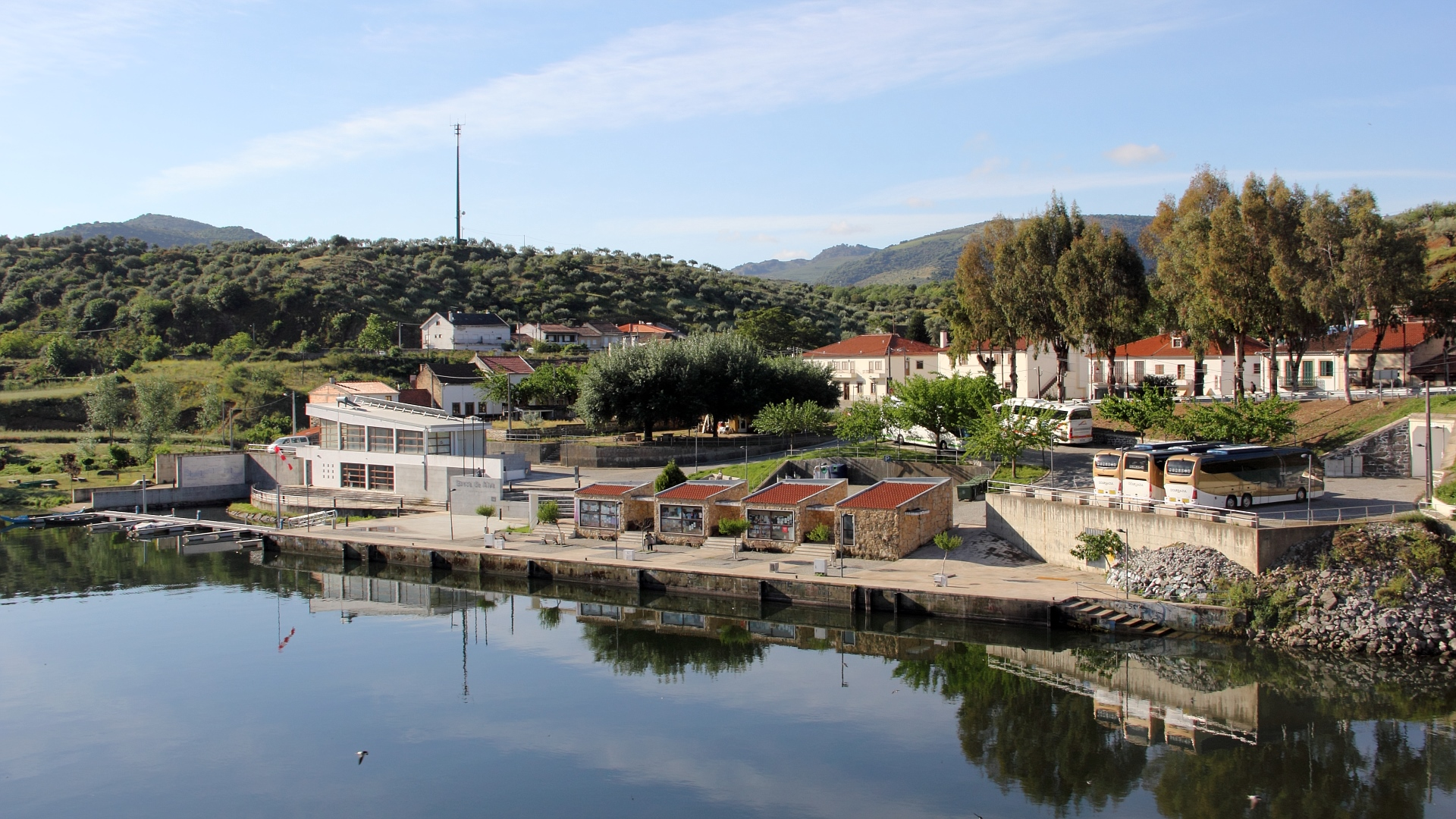
Schiffsanlegestelle in Barca d’Alva
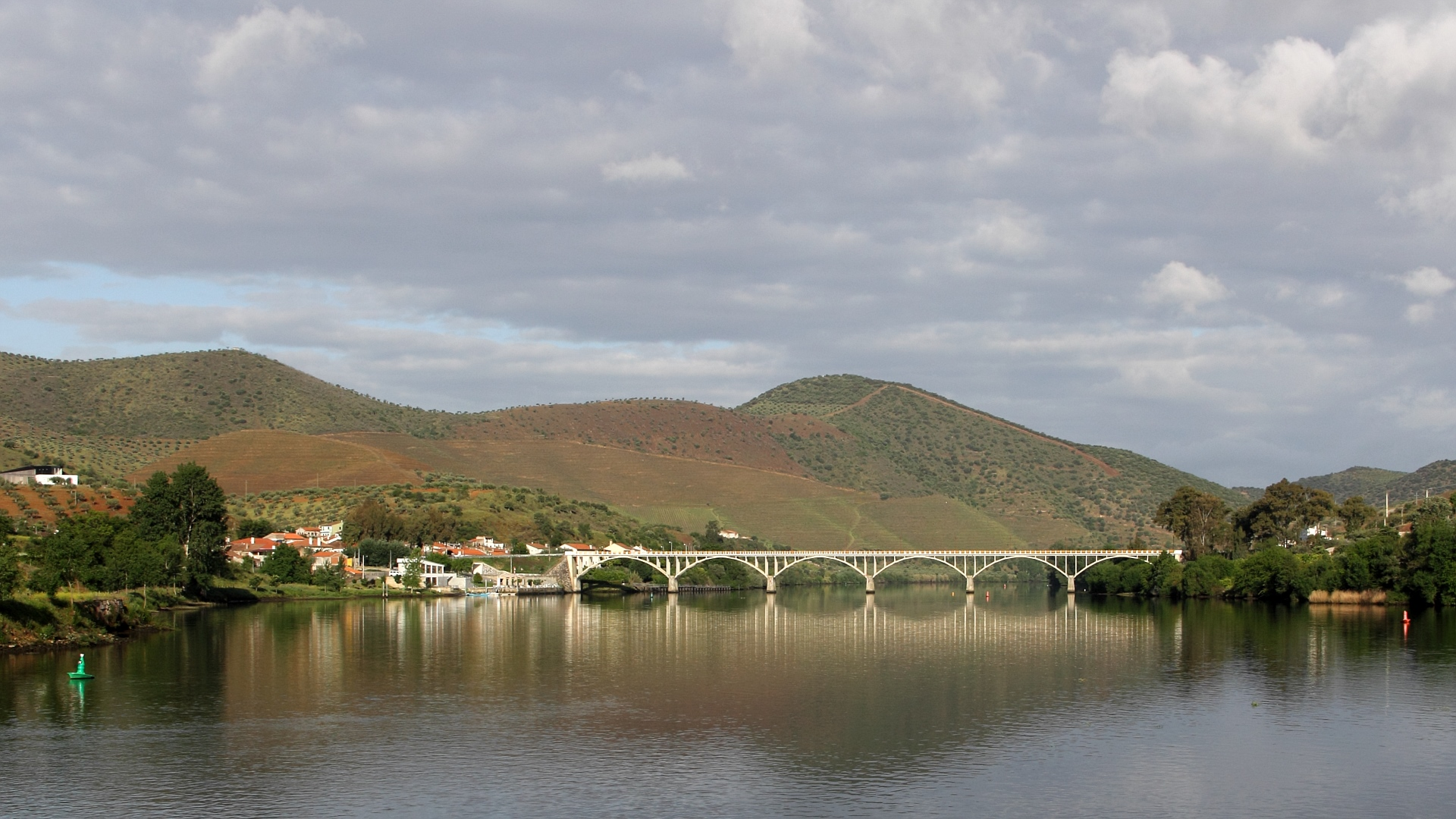
Barca d’Alva und Straßenbrücke über den Douro
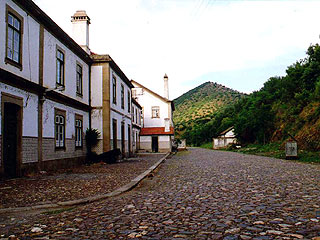
Bahnhof von Barca d’Alva in der Nähe der Grenze zu Spanien
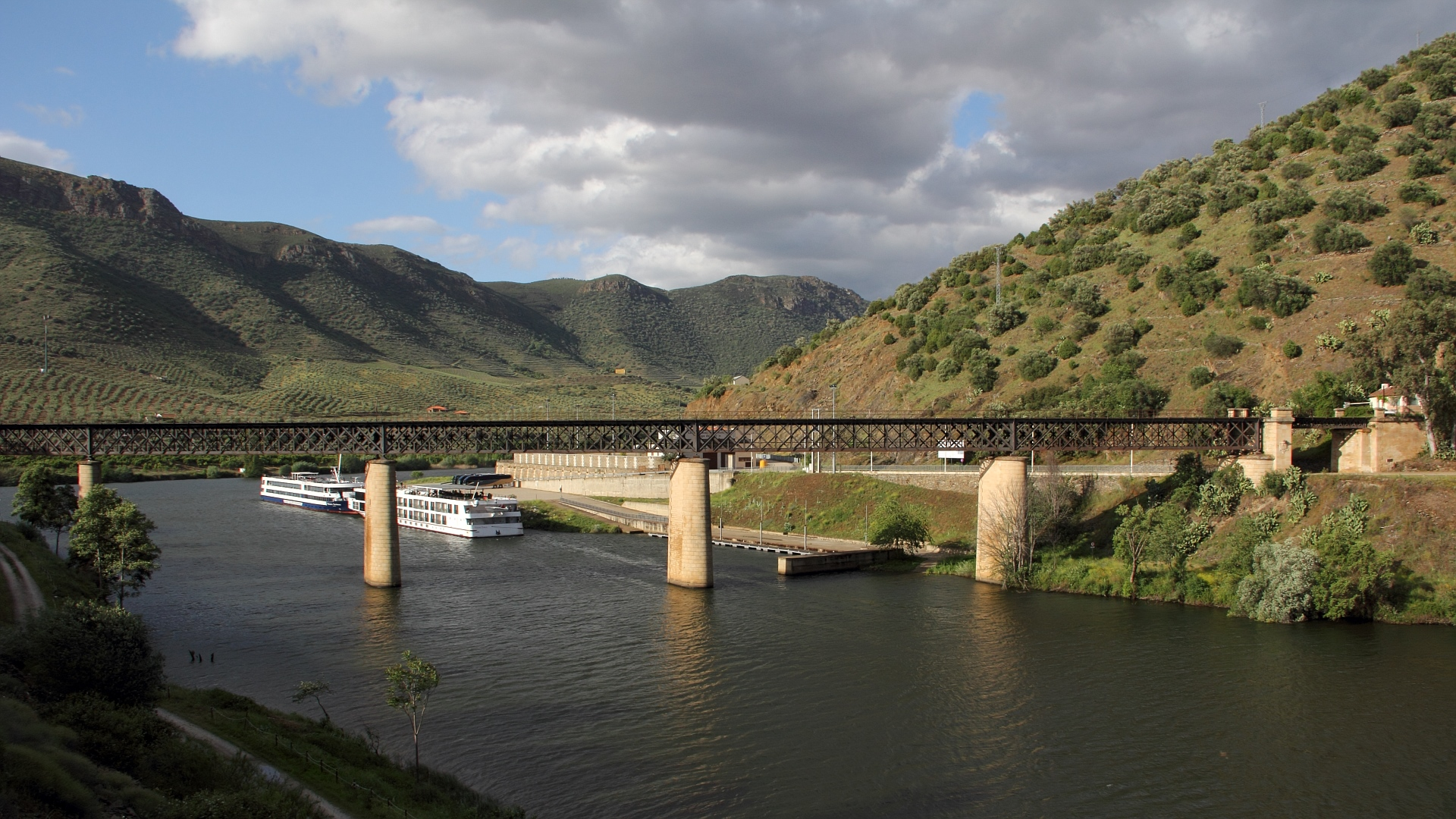
Die stillgelegte Eisenbahnbrücke nach Spanien.